# Tara Lynne Barr
Tara Lynne Barr (2 de octubre de 1993) es una actriz estadounidense. Es quizás más conocida por su papel en la película de 2011 God Bless America, por el cual obtuvo una nominación a los premios Young Artist  como Mejor Actriz en un Largometraje, y por su trabajo en la serie original de Hulu, Casual.

## Primeros años
Barr nació en Orange County, California. Sus padres son empleados de Southern California Edison Company. Matricularon a Barr y a su hermana mayor Erin en el programa de cuidado de antes y después de la escuela del Boys and Girls Club of Huntington Valley. Cuando el Huntington Valley Boys and Girls Club comenzó su programa de Teatro Clubhouse, la hermana de Barr realizó una audición y actuó en varias producciones de teatro infantil. Barr se inspiró para comenzar a actuar después de ver a su hermana sobre el escenario. 

## Carrera
Después de actuar en diez producciones con el Teatro Clubhouse, Barr dirigió su atención al cine y a la televisión. A la edad de 11 años, protagonizó en el cortometraje de comedia oscura Road Kill, la cual ganó el Premio Audience Choice de 2005 en el Festival de cine de terror de Nueva York. Apareció como la anfitriona Fear Festː 31 Nights of Horror, de Encore. Ha aparecido en series de televisión como Joan de Arcadia, Crossing Jordania, Drake & Josh, Zoey 101, The Suite Life of Zack & Cody, The Bold and the Beautiful y Casual. En 2011, coprotagonizó la película de Bobcat Goldthwait God Bless America. 

## Vida personal
Barr ha donado su tiempo durante varios años al Boys and Girls Club of Huntington Valley como intérprete y presentadora para una variedad de funciones, y fue una presentadora célebre joven en los 6.º premios anuales OMNI Youth Music and Actor.

## Filmografía

### Cine
| Año  | Título            | Papel |
| ---- | ----------------- | ----- |
| 2011 | God Bless America | Roxy  |
| 2014 | Dawn              | Dawn  |
| 2016 | The Darkness      | Kat   |

### Televisión
| Año       | Título                                 | Role                        | Notes                                     |
| --------- | -------------------------------------- | --------------------------- | ----------------------------------------- |
| 2004      | Joan of Arcadia                        | Chica que salta a la cuerda | Episodio: "Only Connect"                  |
| 2005      | Crossing Jordan                        | Sally Yates                 | Episodio: "Murder in the Rue Morgue"      |
| 2006      | Drake & Josh                           | Katie                       | Episodio: "Megan's New Teacher"           |
| 2006      | Zoey 101                               | Sandy Baldwin               | Episodio: "Lola Likes Chase"              |
| 2007–2008 | The Suite Life of Zack & Cody          | Haley Grille                | 2 episodios                               |
| 2007      | Disney Channel's 3 Minute Game Show    | Ella misma                  | Episodio: "High School Musical 2 Edition" |
| 2012      | The Bold and the Beautiful             | Christine Johnson           |                                           |
| 2015      | Aquarius                               | Katie                       | 10 episodios                              |
| 2015–2018 | Casual                                 | Laura Meyers                | Regular (44 episodios)                    |
| 2018      | Bobcat Goldthwait's Misfits & Monsters | Regina Bailey               | Episodio: "Face In The Car Lot"           |
| 2018      | Co-ed                                  | Ginny                       | Regular (8 episodios)                     |
| 2020      | Dispatches from Elsewhere              | Janice (joven)              | Recurrente                                |

### Videojuegos
| Año  | Título           | Papel           | Notas |
| ---- | ---------------- | --------------- | ----- |
| 2012 | The Secret World | Carter / Emilia | Voz   |
| 2012 | Prototype 2      | Amaya Heller    | Voz   |

### Audio
| Año  | Título                    | Papel          | Notas                                         |
| ---- | ------------------------- | -------------- | --------------------------------------------- |
| 2013 | A Midsummer Night's Dream | Hermia         | L.A. Theatre Works / Audio Theatre Collection |
| 2013 | The Liar (Corneille)      | Clarice        | L.A. Theatre Works                            |
| 2013 | The Columnist             | Abigail        | L.A. Theatre Works                            |
| 2014 | August: Osage County      | Jean Fordham   | L.A. Theatre Works                            |
| 2018 | Stiff Upper Lip, Jeeves   | Emerald Stoker | BBC Radio                                     |